# Fringillidae
Os tentilhões verdadeiros são aves passeriformes de pequeno a médio porte da família Fringillidae. Os tentilhões têm bicos cônicos robustos adaptadas para comer sementes e nozes e muitas vezes têm plumagem colorida. Ocupam uma grande variedade de habitats onde costumam residir e não migram. Eles têm uma distribuição mundial, exceto na Austrália e nas regiões polares. A família Fringillidae contém mais de duzentas espécies divididas em cinquenta géneros. Inclui espécies conhecidas como tentilhões, canários, pintarroxos, serins, lugres e euphonia.
Muitos pássaros de outras famílias também são comumente chamados de "tentilhões". Esses grupos incluem os tentilhões estrildídeos (Estrildidae) dos trópicos do Velho Mundo e da Austrália; alguns membros da família das estamenhas do Velho Mundo (Emberizidae) e da família dos pardais do Novo Mundo (Passerellidae); e os tentilhões de Darwin das ilhas Galápagos, agora considerados membros da família dos sanhaços (Thraupidae).
Tentilhões e canários foram usados do século XVIII ao XX no Reino Unido, EUA e Canadá na indústria de mineração de carvão para detectar monóxido de carbono. Esta prática cessou no Reino Unido em 1986.

## Sistemática e taxonomia
A taxonomia da família dos tentilhões, em particular dos tentilhões carduelino, tem uma história longa e complicada. O estudo da relação entre os táxons tem sido confundido pela recorrência de morfologias semelhantes devido à convergência de espécies ocupando nichos semelhantes. Em 1968, o ornitólogo americano Raymond Andrew Paynter Jr. escreveu:
Os limites dos géneros e as relações entre as espécies são menos compreendidos – e sujeitos a mais controvérsias – nas carduelinas do que em qualquer outra espécie de passeriformes, com a possível exceção das estrildinas.
Começando por volta de 1990, uma série de estudos filogenéticos baseados em sequências de DNA mitocondrial e nuclear resultaram em revisões substanciais na taxonomia. Vários grupos de pássaros que anteriormente haviam sido atribuídos a outras famílias foram encontrados relacionados aos tentilhões. A Euphonia neotropical e o Chlorophonia foram anteriormente colocados na família tanager Thraupidae devido à sua aparência semelhante, mas a análise das sequências de DNA mitocondrial revelou que ambos os géneros estavam mais intimamente relacionados aos tentilhões. Eles agora são colocados em uma subfamília separada Euphoniinae dentro dos Fringillidae. As trepadeiras havaianas já foram colocadas em sua própria família, Drepanididae, mas foram encontradas estreitamente relacionadas aos pintassilgos Carpodacus e agora são colocadas na subfamília Carduelinae. Os três maiores gêneros, Carpodacus, Carduelis e Serinus foram considerados polifiléticos. Cada um foi dividido em géneros monofiléticos. Os rosefinches americanos foram transferidos de Carpodacus para Haemorhous. Carduelis foi dividido movendo os greenfinches para Chloris e um grande clado para Spinus deixando apenas três espécies no gênero original. Trinta e sete espécies foram transferidas de Serinus para Crithagra deixando oito espécies no género original. Hoje a família Fringillidae é dividida em três subfamílias, a Fringillinae contendo um único género com os tentilhões, a Carduelinae contendo 183 espécies divididas em 49 géneros, e a Euphoniinae contendo a Euphonia e a Chlorophonia.

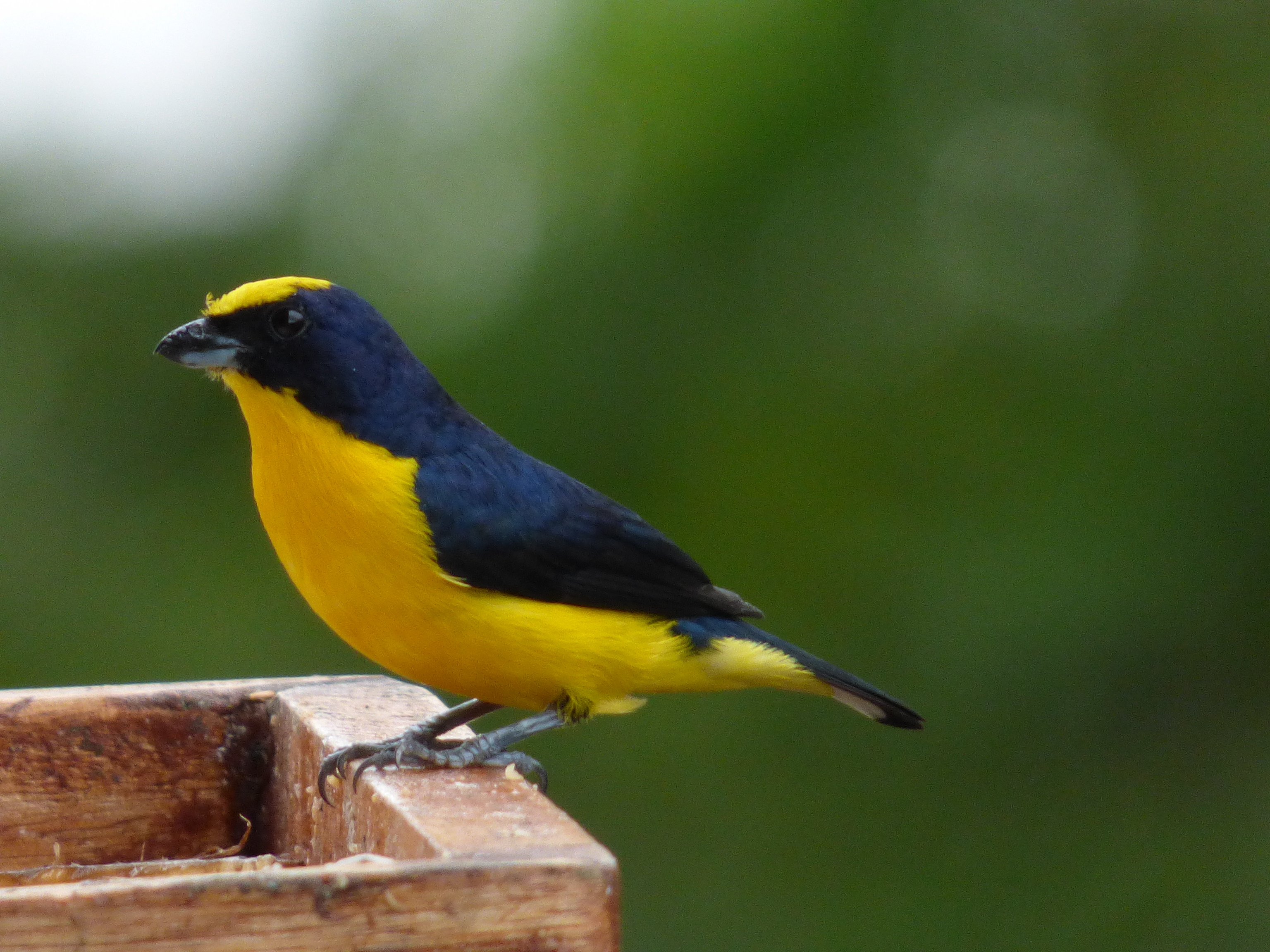
As eufonias, como esta eufonia de bico grosso, já foram tratadas como tanagers em vez de tentilhões

Embora o "pintassilgo " de Przewalski (Urocynchramus pylzowi) tenha dez penas de voo primárias em vez das nove primárias de outros tentilhões, às vezes foi classificado no Carduelinae. É agora atribuído a uma família distinta, Urocynchramidae, monotípica quanto ao género e espécie, e sem parentes particularmente próximos entre os Passeroidea.

### Registo fóssil
Restos fósseis de tentilhões verdadeiros são raros, e aqueles que são conhecidos pelo menos podem ser atribuídos principalmente a géneros existentes. Como as outras famílias Passeroidea, os tentilhões verdadeiros parecem ter origem aproximadamente no Mioceno Médio, há cerca de 20 a 10 milhões de anos (Ma). Um fóssil de tentilhão não identificável da idade Messiniano, há cerca de 12 a 7,3 milhões de anos (Ma) durante a subépoca do Mioceno Tardio, foi encontrado em Polgárdi, na Hungria.

### Etimologia
O nome científico Fringillidae vem da palavra latina fringilla para o tentilhão comum (Fringilla coelebs), um membro da família que é comum na Europa. O nome foi cunhado (como Fringilladæ) pelo zoólogo inglês William Elford Leach em um guia para o conteúdo do Museu Britânico publicado em 1820.

## Descrição
Os tentilhões menores verdadeiros "clássicos" são o pintassilgo-dos-andes (Spinus spinescens) com apenas 9,5 centímetros (3,8 pol) e o pintassilgo-capa-preta (Spinus psaltria) em apenas 8 g (0.28 oz). A maior espécie é provavelmente o bicudo (Mycerobas affinis) com até 24 cm (9.4 in) e 83 g (2.9 oz), embora tenha comprimentos maiores, para 25.5 cm (10.0 in) no bico de pinheiro (Pinicola enucleator), e pesos, para 86.1 g (3.04 oz) o bico grosso noite (Hesperiphona vespertina), foram registados em espécies que são em média ligeiramente menores. Eles normalmente têm bicos fortes e atarracados, que em algumas espécies podem ser bastante grandes; no entanto, as trepadeiras havaianas são famosas pela ampla variedade de formas e tamanhos de bicos provocados pela radiação adaptativa. Todos os tentilhões verdadeiros têm 9 rémiges primários e 12 retículos. A cor básica da plumagem é acastanhada, às vezes esverdeada; muitos têm quantidades consideráveis de preto, enquanto a plumagem branca geralmente está ausente, exceto como barras nas asas ou outras marcas de sinalização. Os pigmentos carotenóides amarelos e vermelhos brilhantes são comuns nesta família e, portanto , as cores estruturais azuis são bastante raras, pois os pigmentos amarelos transformam a cor azul em verde. Muitos, mas nem todos os tentilhões verdadeiros têm forte dicromatismo sexual, as fêmeas normalmente não possuem as marcas de carotenóides brilhantes dos machos.

## Distribuição e habitat

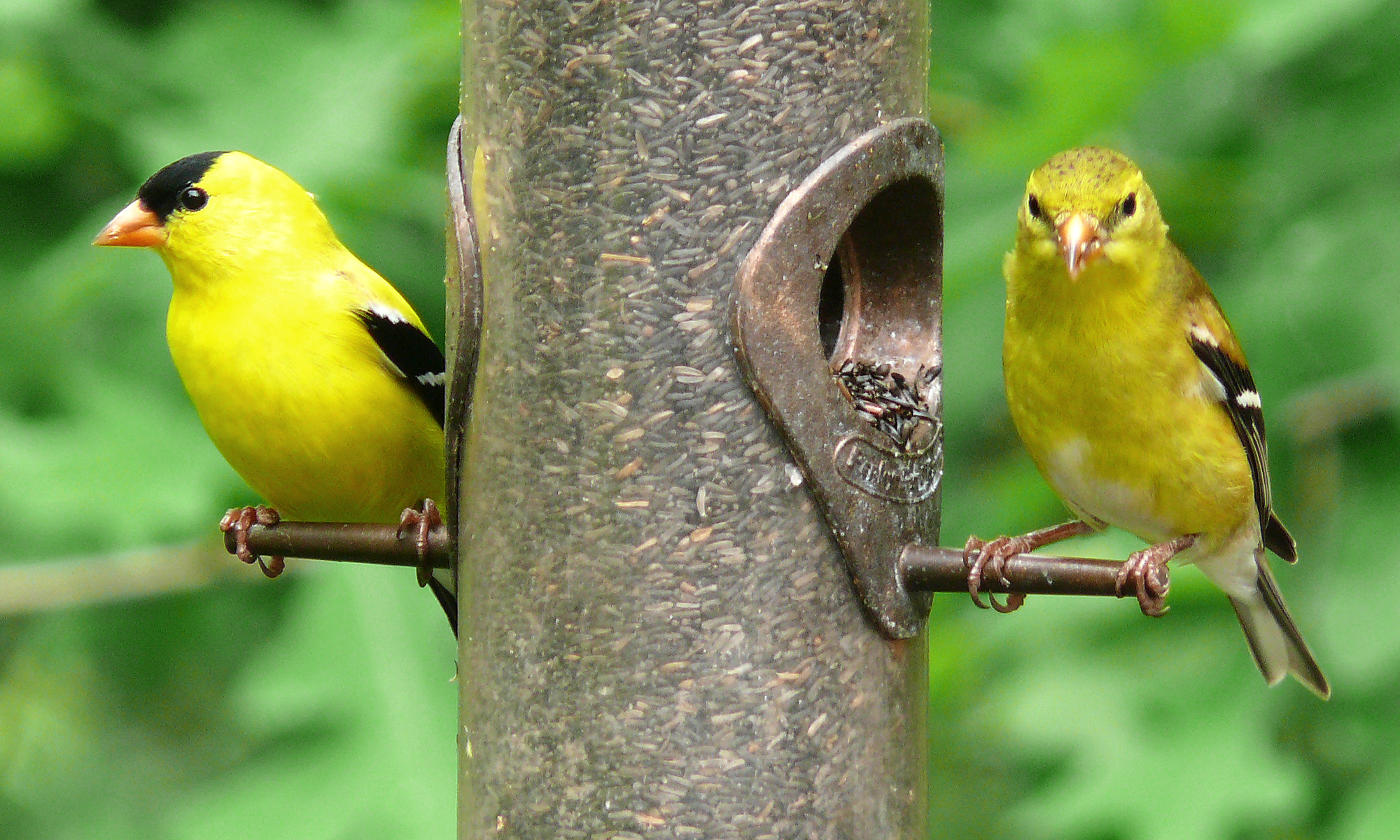
Pintassilgo-americano (Spinus tristis) macho (esquerda) e fêmea (direita) no Condado de Johnston, Carolina do Norte, EUA

Os tentilhões têm uma distribuição quase global, sendo encontrados nas Américas, Eurásia e África, bem como em alguns grupos de ilhas, como as ilhas havaianas. Eles estão ausentes da Australásia, Antártica, Pacífico Sul e ilhas do Oceano Índico, embora algumas espécies europeias tenham sido amplamente introduzidas na Austrália e na Nova Zelândia.
Os tentilhões são tipicamente habitantes de áreas bem arborizadas, mas alguns podem ser encontrados em montanhas ou mesmo em desertos.

## Comportamento
Os tentilhões são principalmente granívoros, mas as eufoninas incluem quantidades consideráveis de artrópodes e bagas em sua dieta, e as trepadeiras havaianas evoluíram para utilizar uma ampla gama de fontes de alimentos, incluindo néctar. A dieta dos filhotes de Fringillidae inclui uma quantidade variável de pequenos artrópodes. Os tentilhões verdadeiros têm um voo saltitante como a maioria dos pequenos passeriformes, alternando ataques de bater com planar em asas fechadas. A maioria canta bem e vários são comumente vistos como aves de gaiola ; o principal deles é o canário domesticado ( Serinus canaria domestica ). Os ninhos são em forma de cesto e geralmente construídos em árvores, mais raramente em arbustos, entre rochas ou em substrato semelhante.

## Lista de gêneros
A família Fringillidae contém 231 espécies divididas em 50 géneros e três subfamílias. A subfamília Carduelinae inclui 18 trepadeiras havaianas extintas e o extinto bico-grande-das-ilhas-bonin.
Subfamília Fringillinae
- Fringilla – 3 espécies de tentilhão e o Tentilhão-montês

Subfamília Carduelinae
- Mycerobas – inclui quatro espécies da região paleoárticaquatro espécies da região paleoártica
- Coccothraustes – 3 espécies
- Eophona – duas espécies orientais, o bico-grossudo-chinês[17] e o bico-grossudo-japonês[18]
- Pinicola – com uma única espécie, o Pintarroxo-de-bico-grosso[19]
- Pyrrhula - 8 espécies de Dom-fafe
- Rodopechys - 2 espécies, o tentilhão asiático de asas vermelhas e o tentilhão africano de asas vermelhas, asa-carmim[20]
- Bucanetes – inclui o piontarroxo-trombeteiro e o trombeteiro-da-mongólia[21]
- Agraphospiza – contém uma única espécie, o pintarroxo-rubro[22]
- Agraphospiza - Agraphospiza rubescens
- Callacanthis - Callacanthis burtoni
- Pyrrhoplectes - tentilhão-de-nuca-dourada
- Procarduelis - Procarduelis nipalensis
- Leucosticte – 6 espécies de tentilhões de montanha e rosados
- Carpodacus - 28 espécies de Pintassilgo Paleártico
- Grupo de trepadeiras havaianas (tribo Drepanidini)
  - Melamprosops - contém uma única espécie extinta, o po'ouli
  - Paroreomyza – 3 espécies, o Alauaio-de-oahu, o Alauaio-de-maui e o extinto kakawahie
  - Oreomystis - contém uma única espécie, o akikiki[23]
  - Telespiza – 4 espécies, o tentilhão de Laysan, o tentilhão de Nihoa e 2 espécies pré-históricas, Palila-de-laysan[24] e a Palila-de-nihoa[25]
  - Loxioides – 2 espécies, a palila e uma espécie pré-história[26]
  - Rhodacanthis - 2 espécies recentemente extintas, o tentilhão menor e o maior koa e 2 espécies pré-históricas[26]
  - Chloridops - espécie extinta, o Bico-grande-de-kona[26]
  - Psittirostra – Ou[27]
  - Dysmorodrepanis - espécie extinta, o Dysmorodrepanis munroi
  - Drepanis - 2 espécies extintas, o mamo do Havaí[28] o mamo-negro,[29] e o mamo preto, e o Ívi existente
  - Ciridops - única espécie recentemente extinta, o Ula-ai-hawane, e 3 espécies pré-históricas
  - Palmeria - contém uma única espécie, o akohekohe[30]
  - Himatione – 2 espécies, o apapane[31] e a extinta trepadeira de Laysan
  - Viridonia - única espécie extinta, o grande-amakihi
  - Akialoa - 4 espécies recentemente extintas e 2 espécies pré-históricas
  - Hemignathus - 4 espécies, das quais apenas uma é existente
  - Pseudonestor – Bico-de-papagaio-de-maui
  - Magumma – contém uma única espécie, o anianiau[32]
  - Loxops – 5 espécies, das quais uma está extinta
  - Chlorodrepanis – contém três espécies, o amakí-do-havai,[33] Amakí-de-oahu[34] e o amakí-de-kauai[35]
- Haemorhous - 3 bicos grosso rosa da América do Norte
- Chloris – 6 verdilhões
- Rhodospiza - Verdilhão-do-deserto
- Rhynchostruthus – 3 bicos grossos de asas douradas
- Linurgus - tentilhão oriole
- Crithagra – 37 espécies de canários, serins e lugres da África e da Península Arábica
- Linaria – 4 espécies incluindo o twite e três linnets
- Acanthis – 3 redpolls
- Loxia – 6 contas cruzadas
- Chrysocorythus – 2 espécies
- Carduelis - 3 espécies, incluindo o pintassilgo europeu
- Serinus - 8 espécies, incluindo a serina europeia
- Spinus - 20 espécies, incluindo os pintassilgos norte-americanos e o lugres euro-asiático

Subfamília Euphoniinae
- Euphonia - 27 espécies todas com euphonia em seu nome em inglês
- Clorofonia - 5 espécies todas com clorofonia em seu nome em inglês

## Galeria

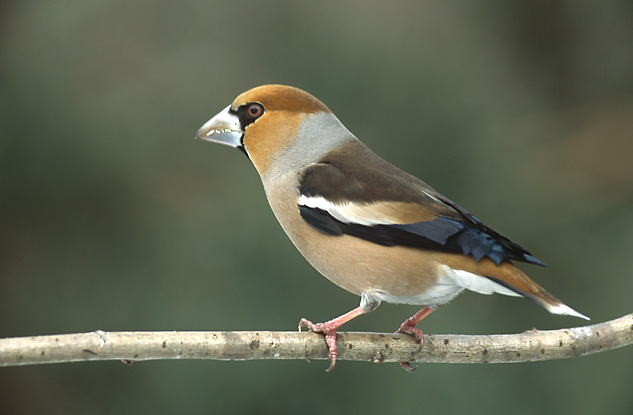
Coccothraustes coccothraustes, um dos bicos grossos Holártico]
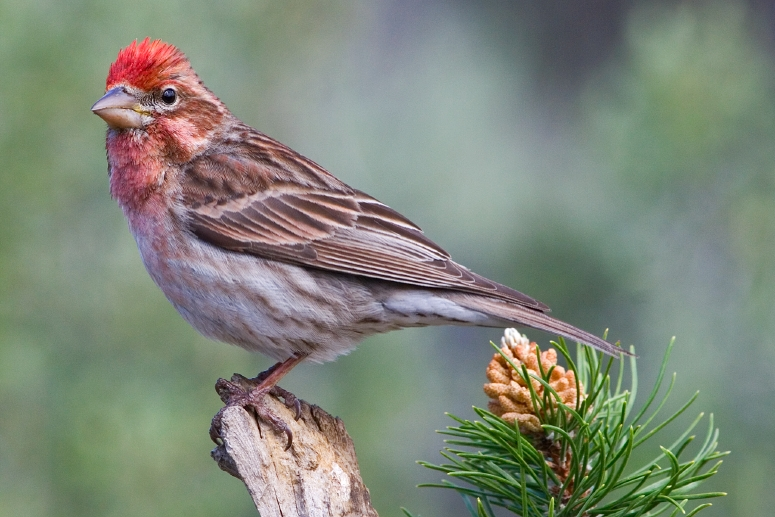
O tentilhão de Cassin (Haemorhous cassinii), um bico grosso americano
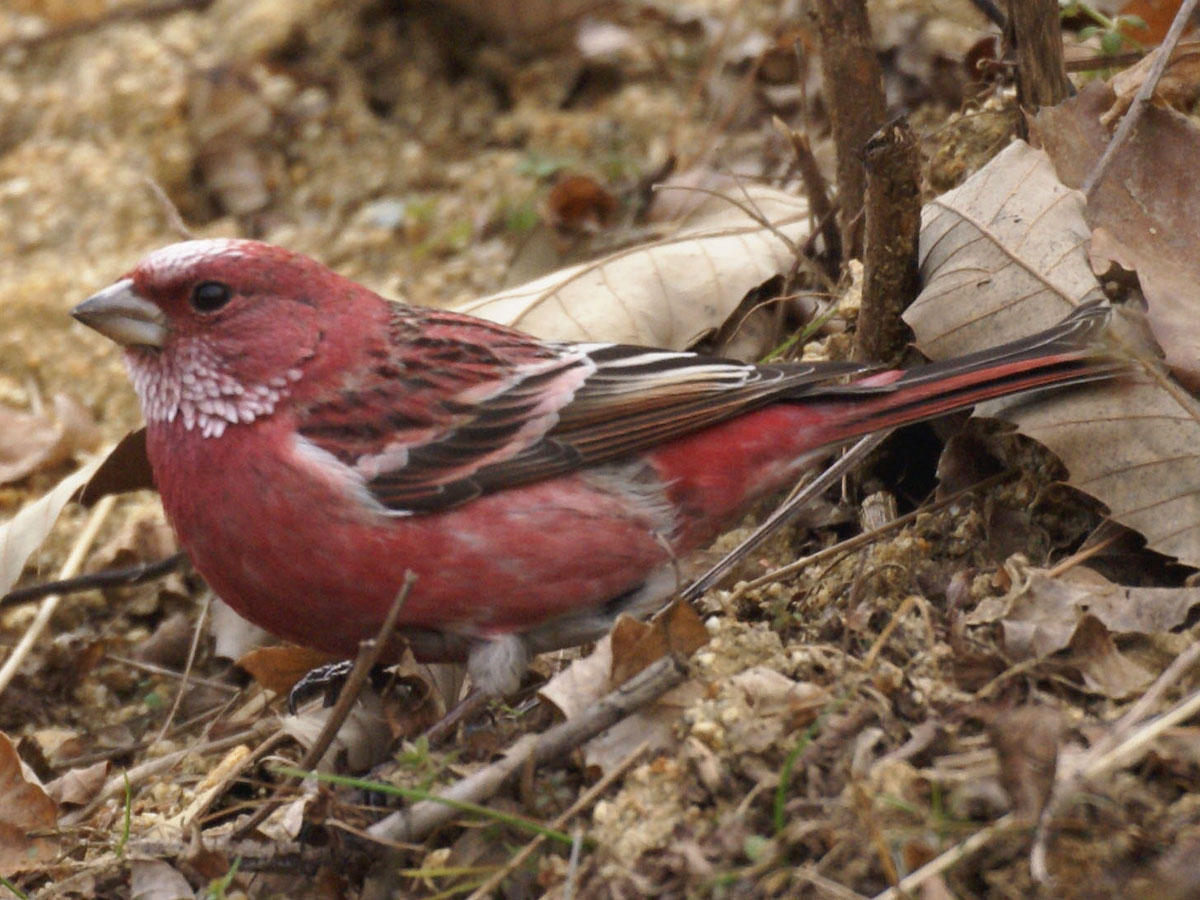
[[Pallas' rosefinch|O Pintassilgo de Pallas (Carpodacus roseus), um verdadeiro Pintassilgo
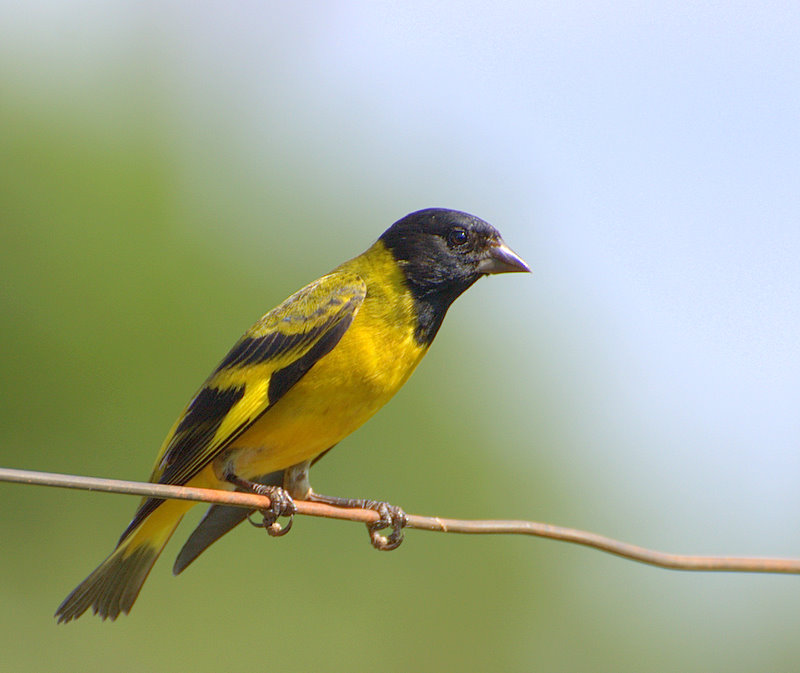
Lugre com capuz (Spinus magellanicus)
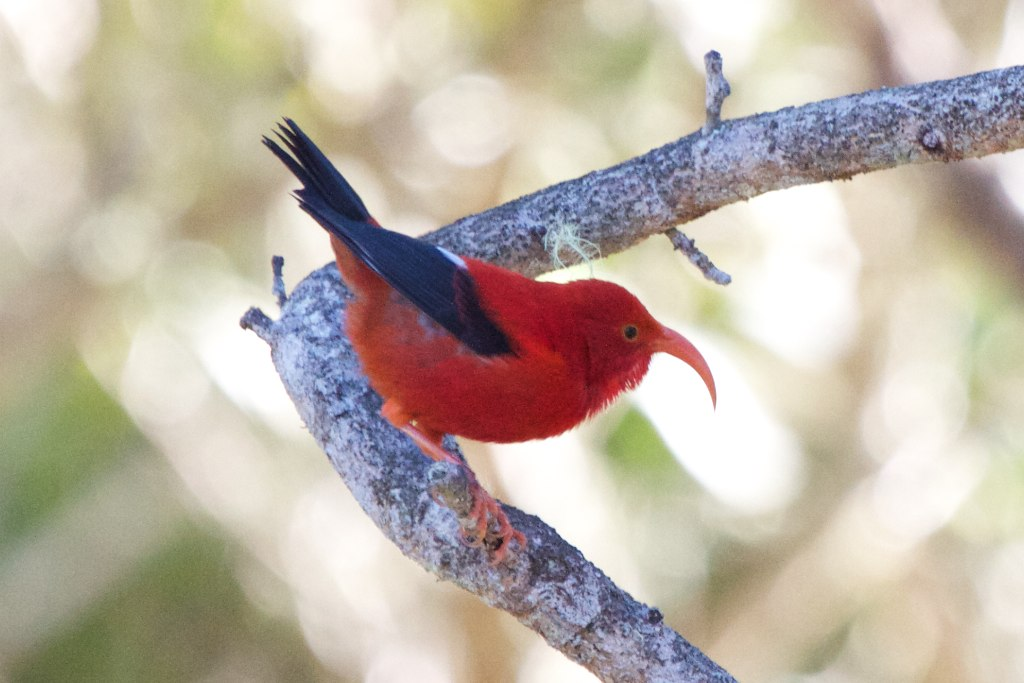
ʻIʻiwi (Drepanis coccinea), uma trepadeira havaiana
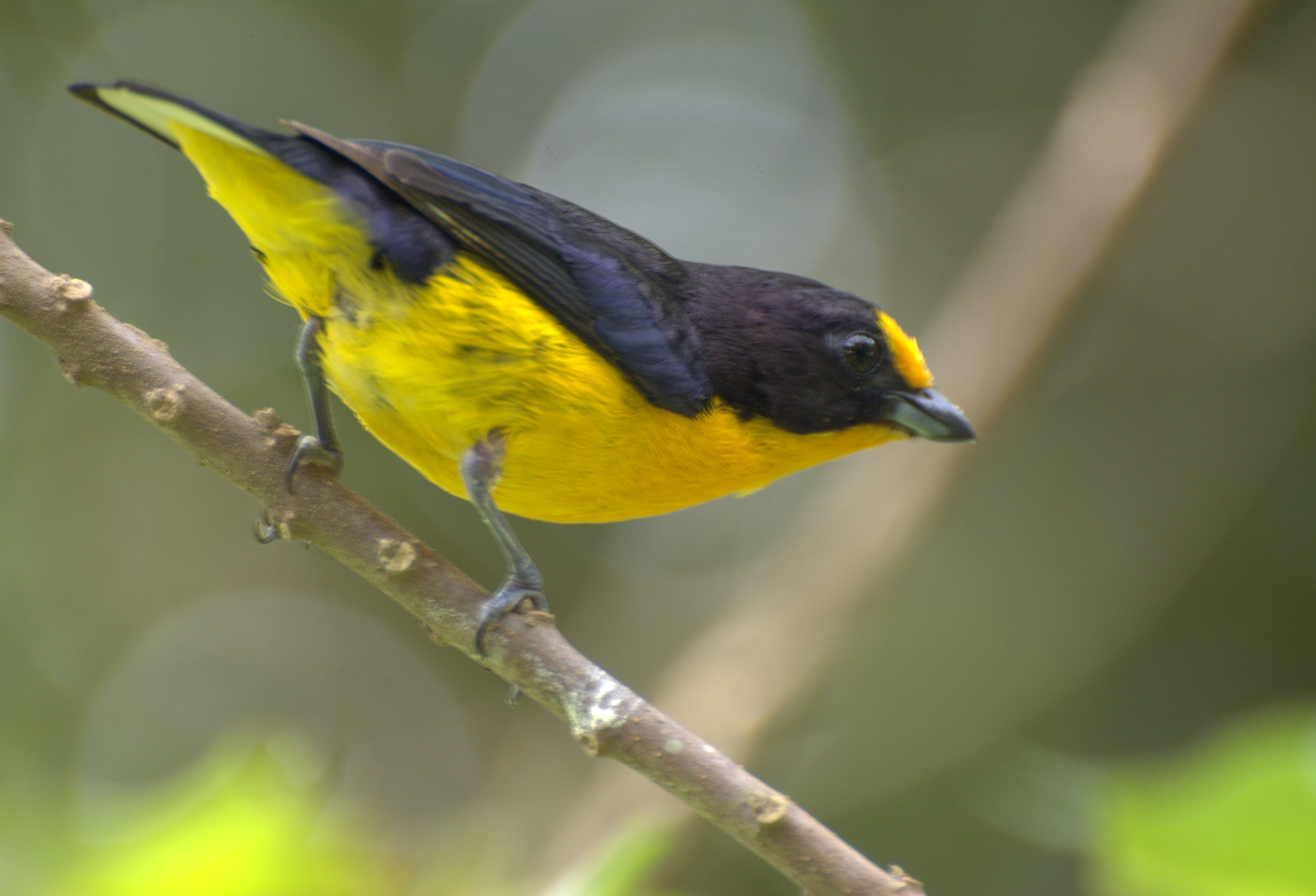
Euphonia violácea masculina (Euphonia violacea)
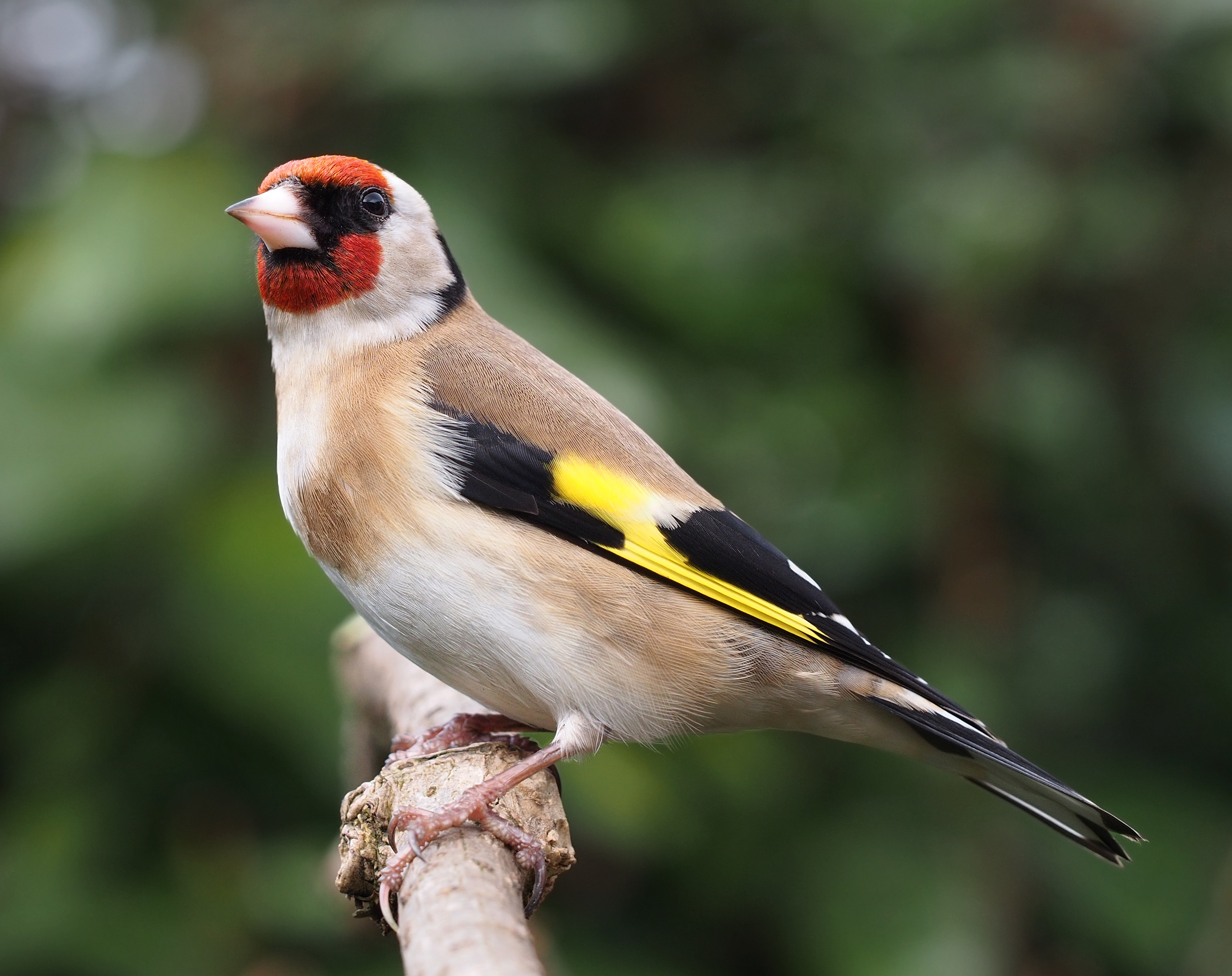
Pintassilgo europeu (Carduelis carduelis)
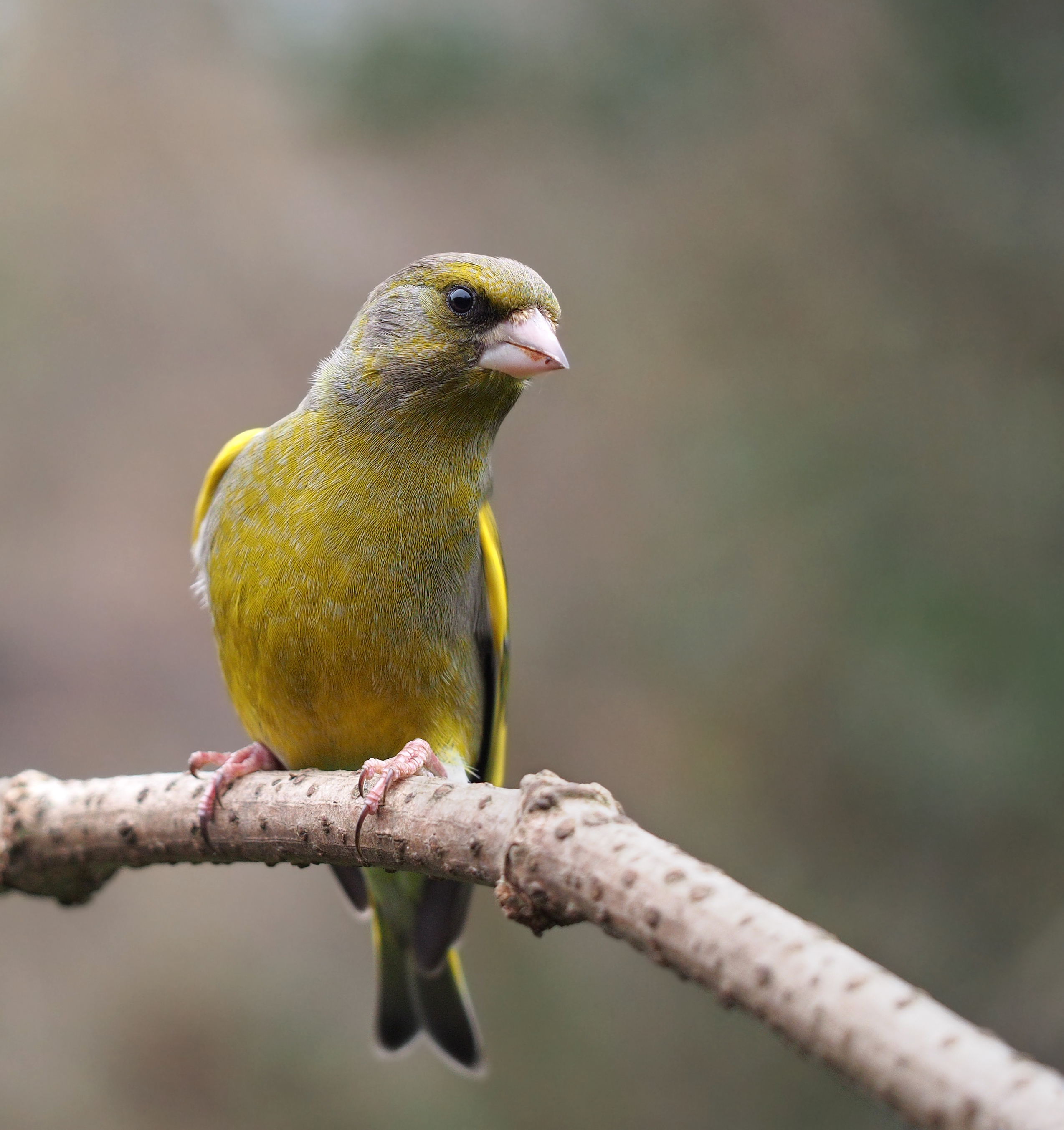
Pintassilgo europeu (Chloris chloris)
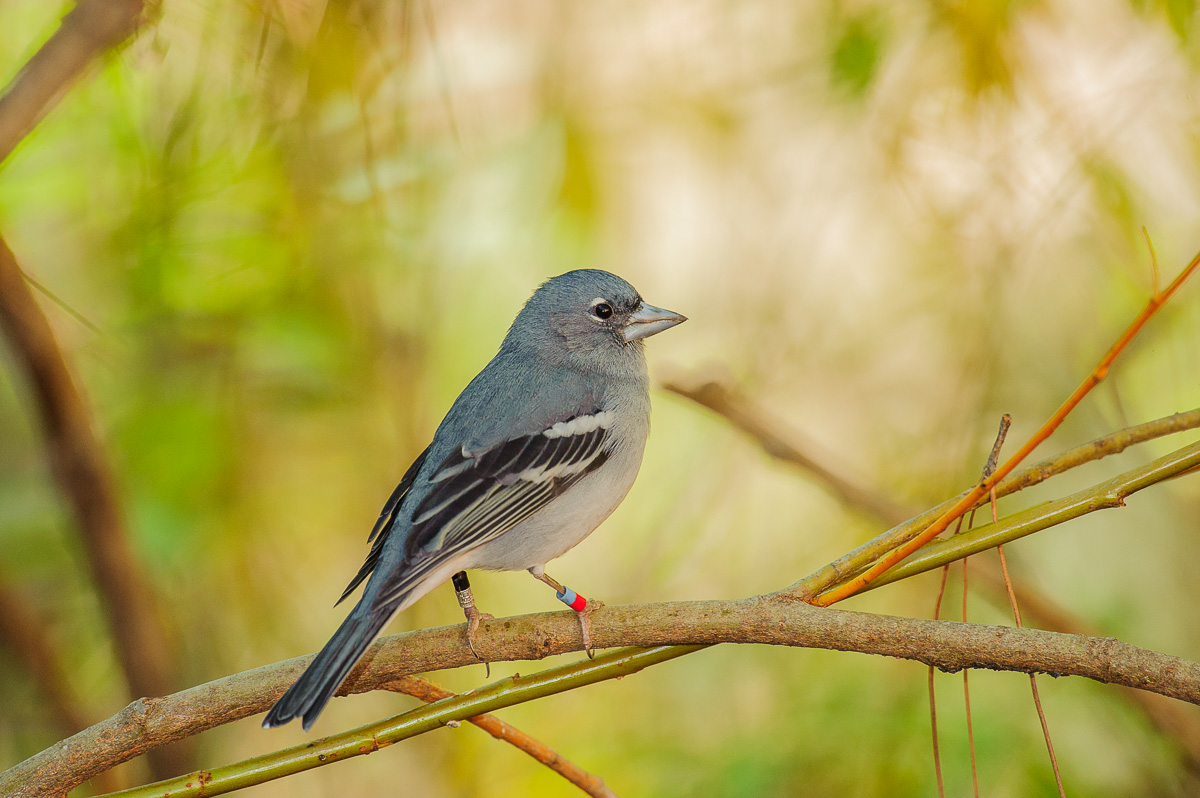
Tentilhão azul da Grande Canária (Fringilla polatzeki)
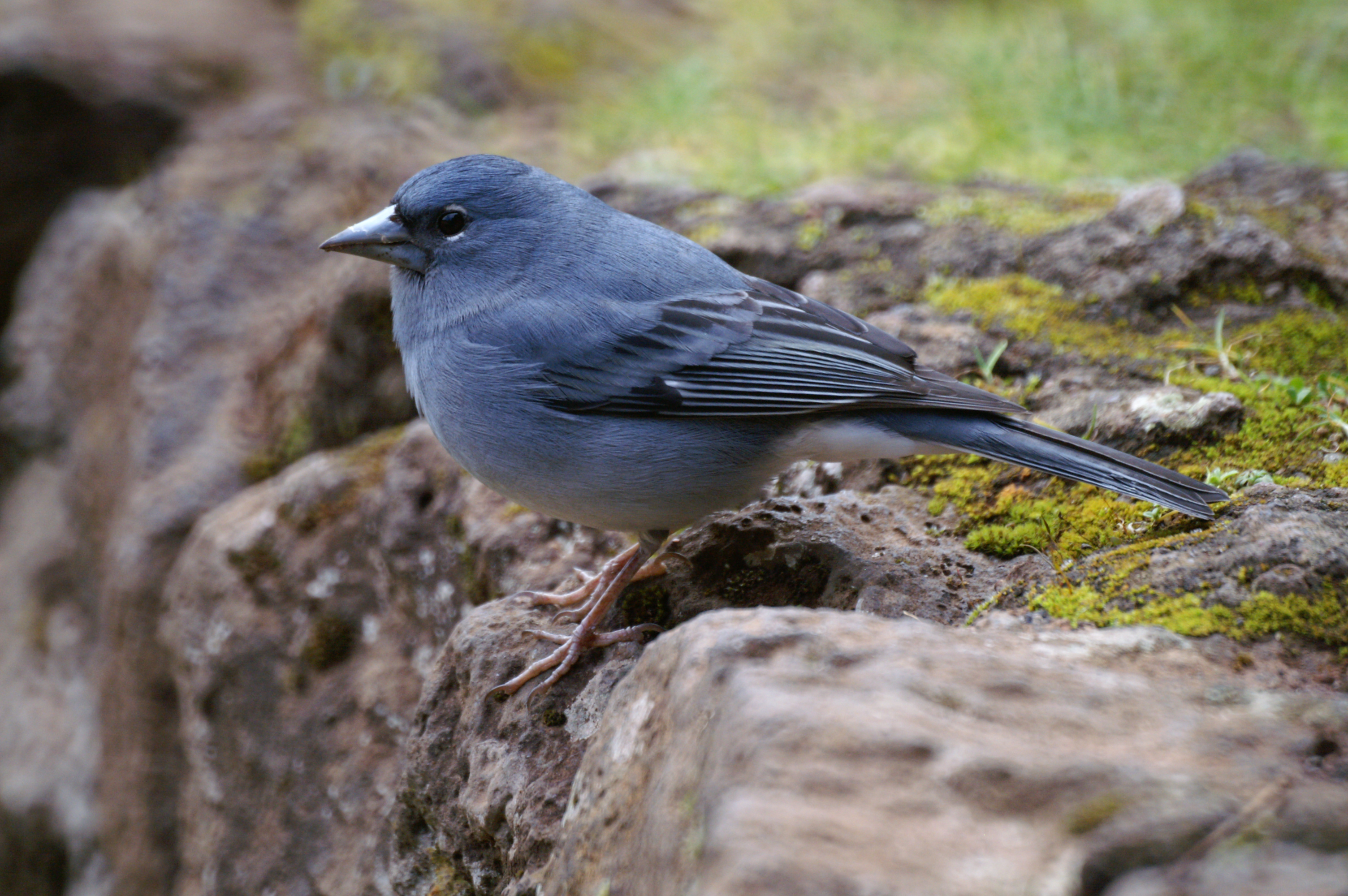
Tentilhão azul de Tenerife (Fringilla teydea)
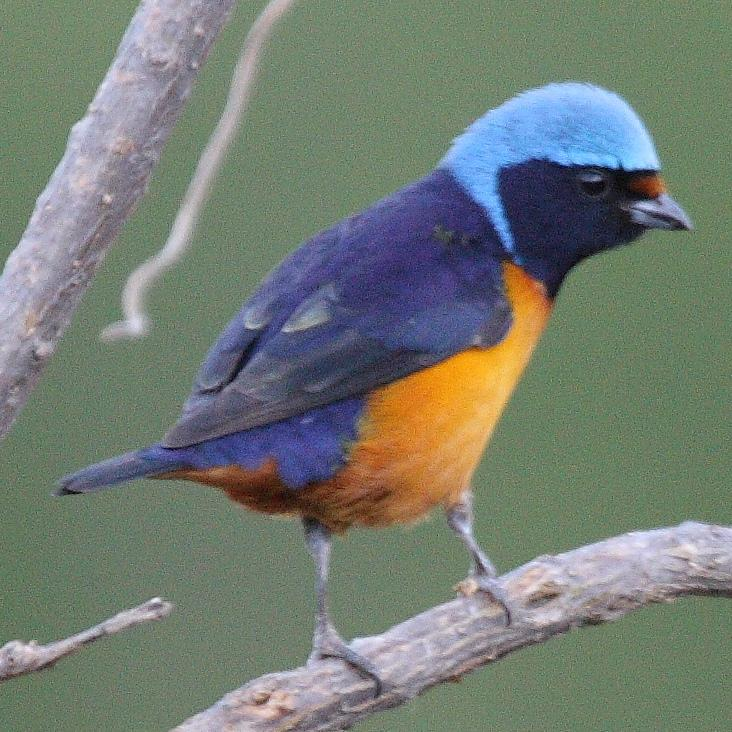
Euphonia elegante (Euphonia elegantissima)
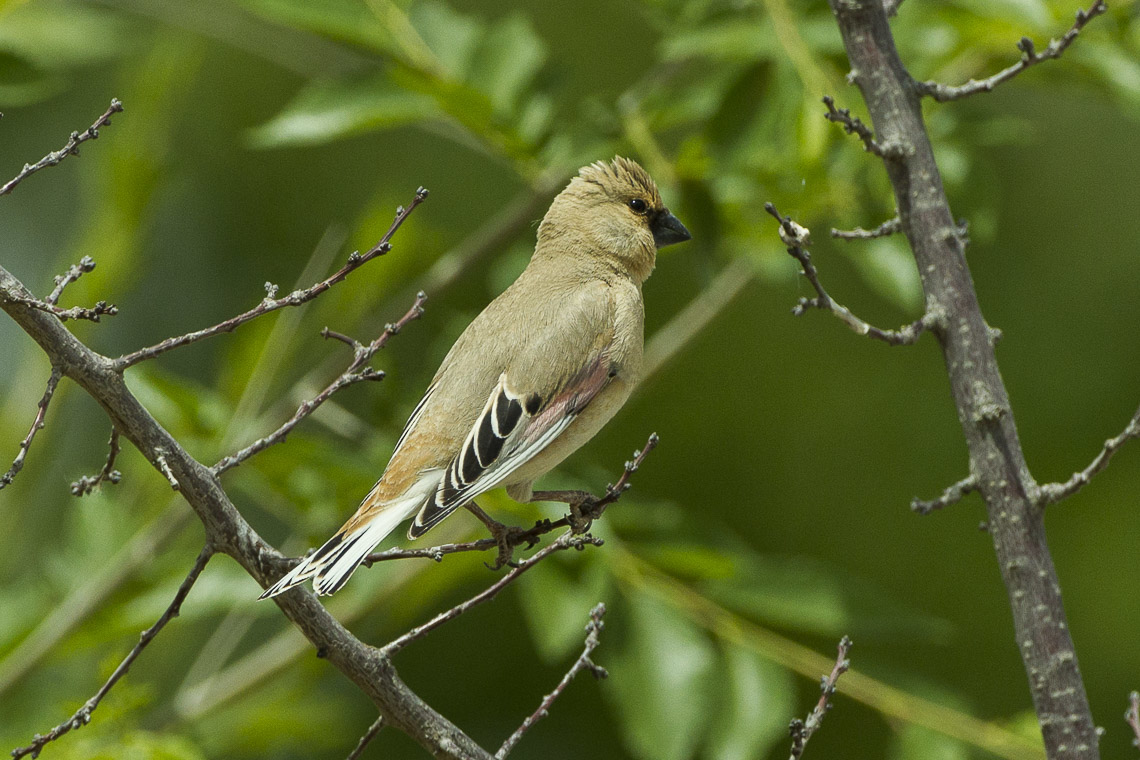
Passarinho do deserto (Rhodospiza obsoleta)
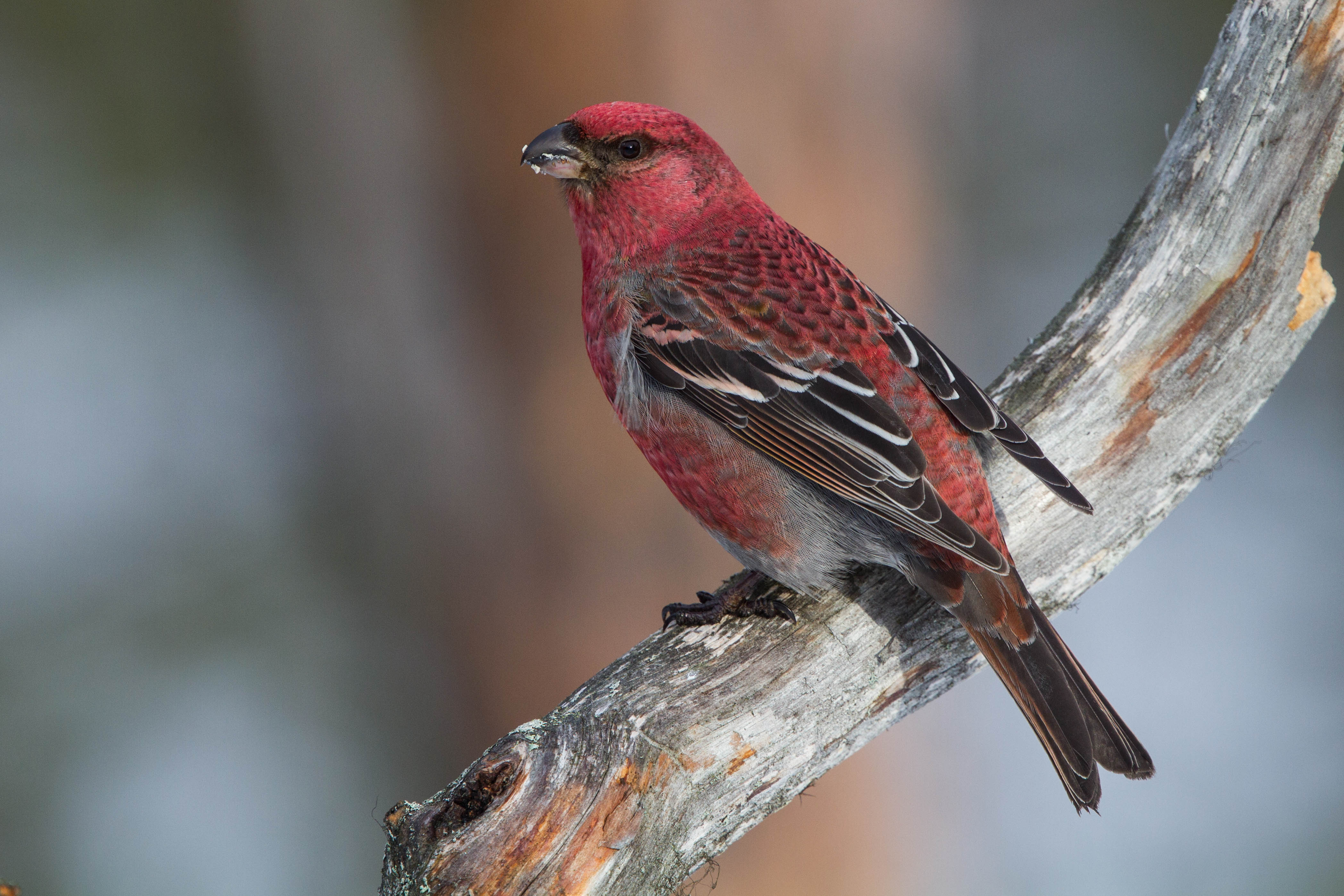
Bico de pinheiro (Enucleador de Pinicola)
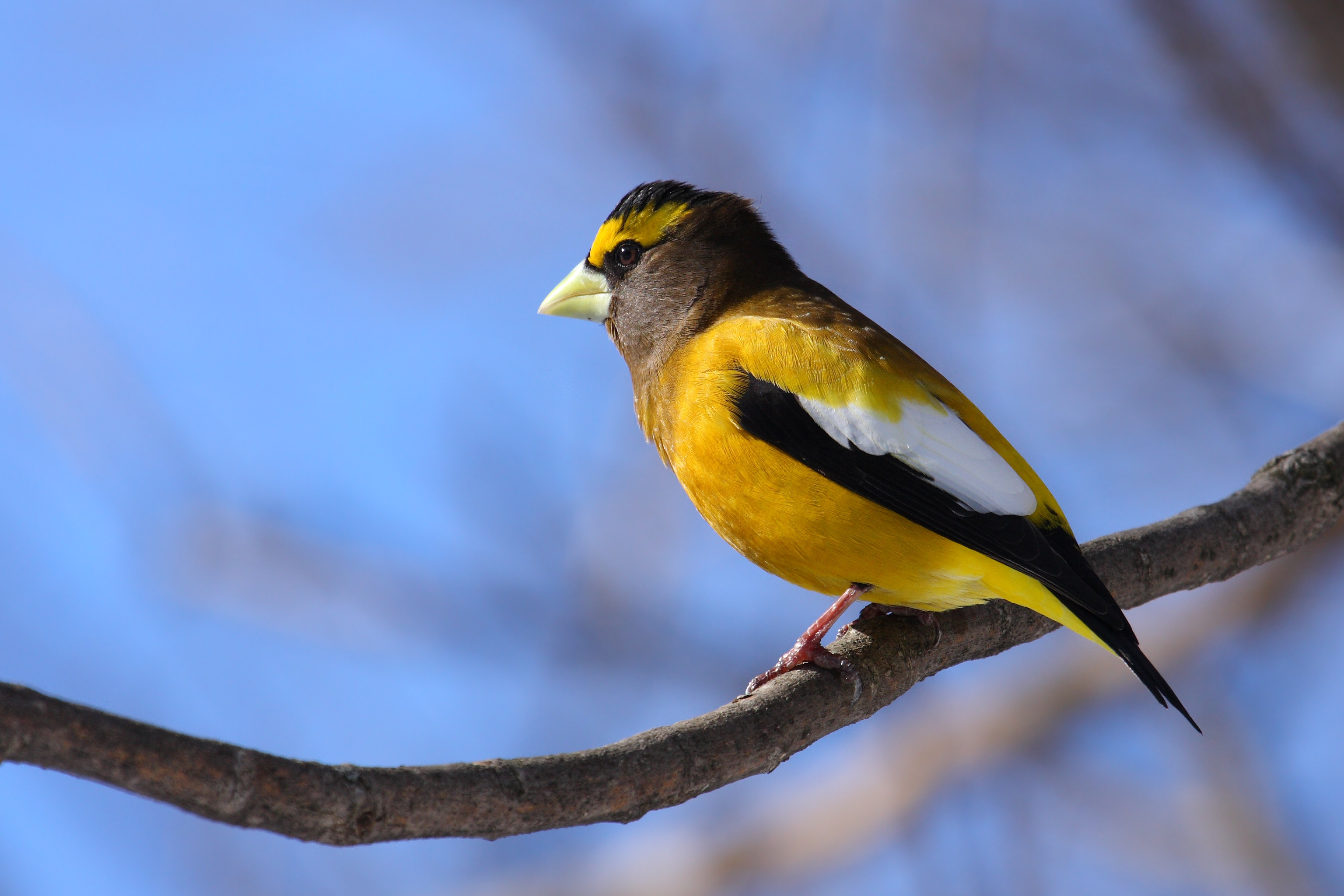
Bico-da-noite (Hesperiphona vespertina)
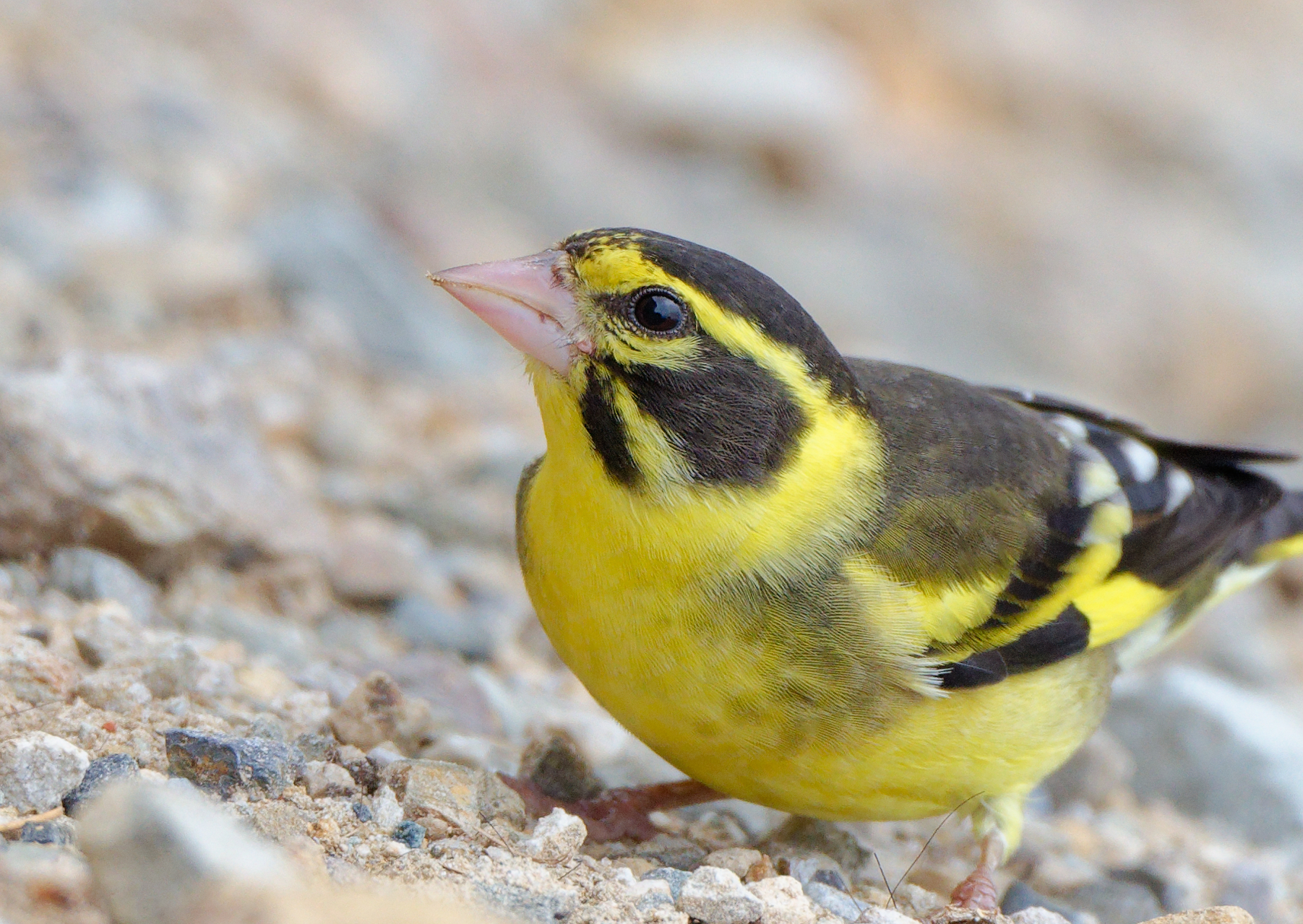
Verdilhão-de-peito-amarelo (Chloris spinoides)
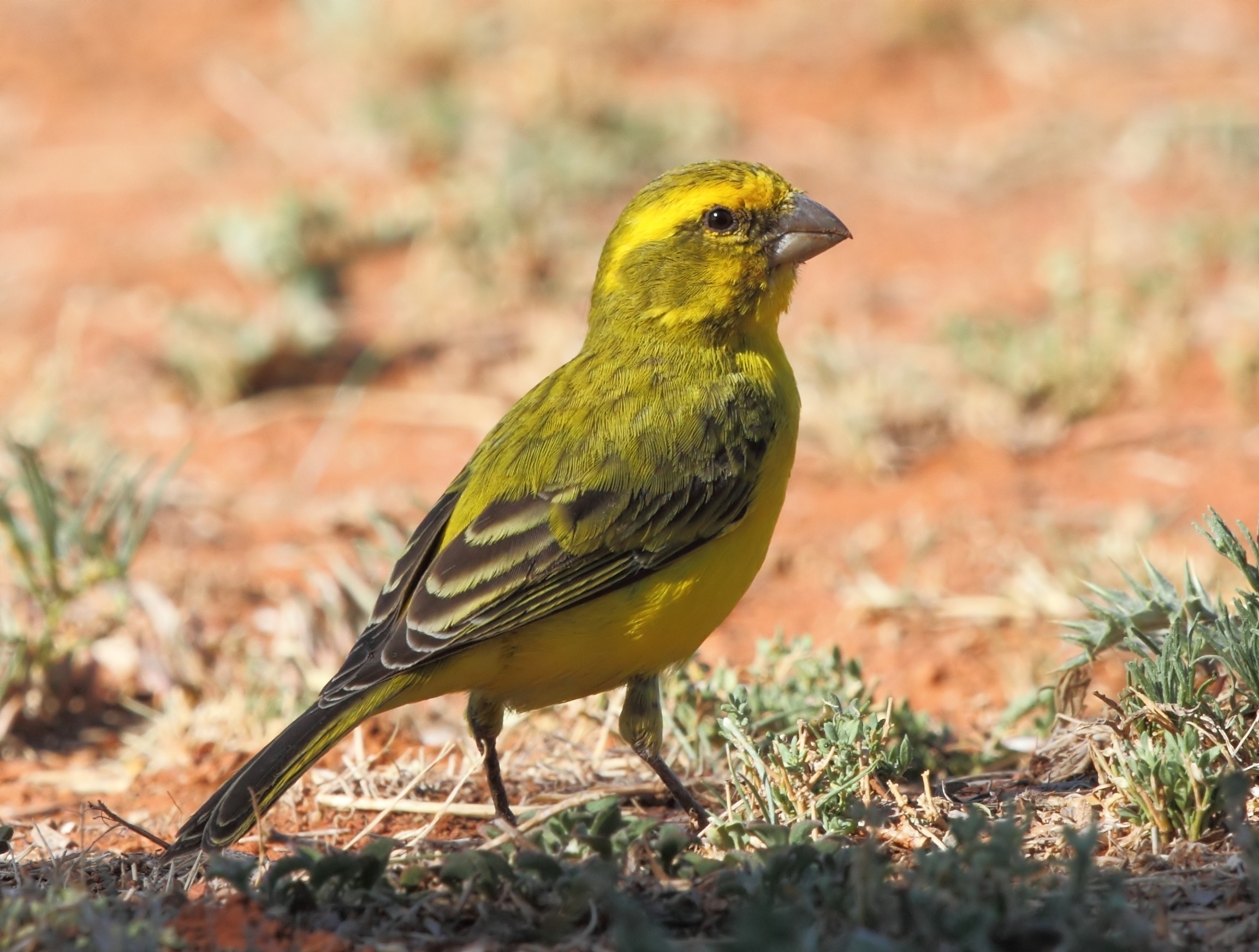
Canário amarelo (Crithagra flaviventris)
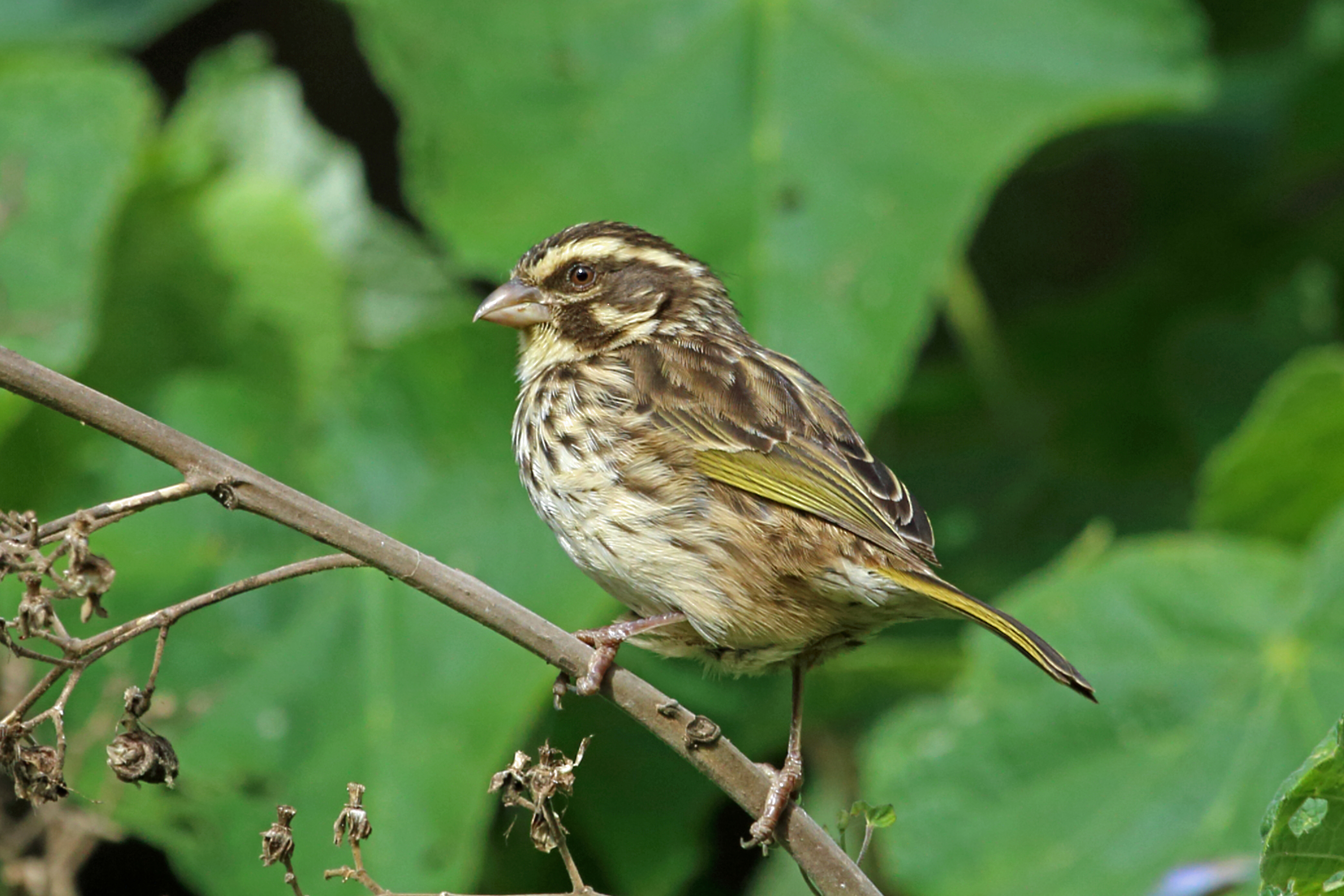
Semeador raiado (Crithagra striolata)
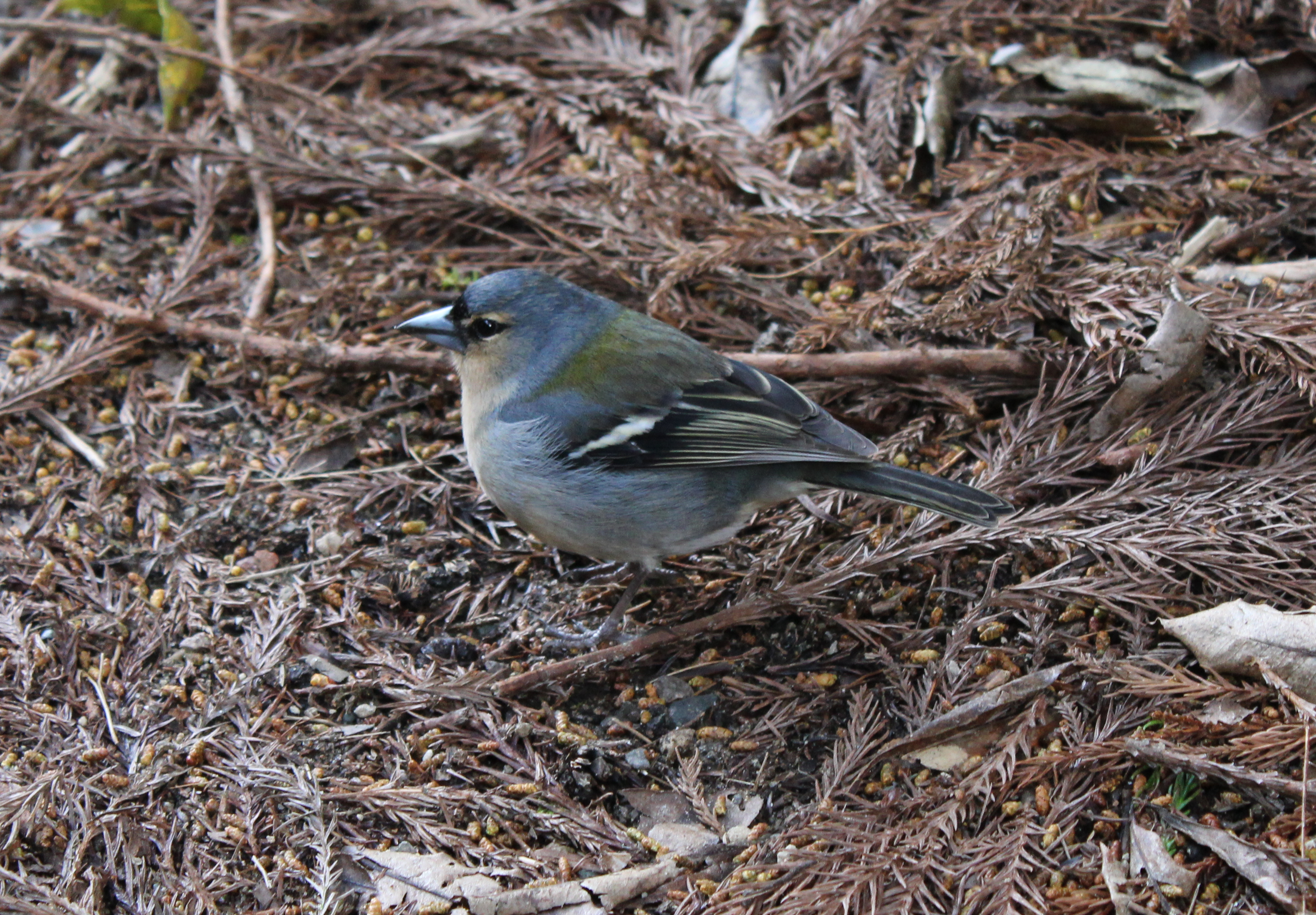
Tentilhão dos Açores (Fringilla coelebs moreletti)